# Myckeläng hagmark
Myckeläng hagmark este o arie protejată (arie specială de conservare — SAC, sit de importanță comunitară — SCI) din Suedia întinsă pe o suprafață de 13,3 ha, integral pe uscat.

## Localizare
Centrul sitului Myckeläng hagmark este situat la coordonatele 62°27′13″N 17°32′09″E / 62.4537°N 17.5357°E.

## Înființare
Situl Myckeläng hagmark a fost declarat sit de importanță comunitară în aprilie 2004 pentru a proteja un număr necunoscut de specii din flora spontană și fauna sălbatică aflate în arealul zonei. Situl a fost protejat și ca arie specială de conservare în martie 2011.

## Biodiversitate
Situată în ecoregiunile boreală și marină baltică, aria protejată conține 3 habitate naturale: Pășuni de coastă din Baltica boreală, Pășuni din zone de pădure fino-scandinave, Pajiști fino-scandinave uscate până la mezice, bogate în specii de altitudine mică.
La baza desemnării sitului se află un număr nedeclarat de specii protejate.